# Grand Pamir
Le Grand Pamir, nom courant du Pamir Kalan ou Pamir Tshong, est une vallée fertile à la limite entre le corridor du Wakhan dans l'Est de l'Afghanistan et le Sud du Haut-Badakhchan au Tadjikistan, dans le Pamir. Elle est située en aval du lac Zorkul.